# Anunciação (Grão Vasco)
Anunciação é uma pintura a óleo sobre madeira de castanho criada no período de 1506-1511 pelo pintor português do renascimento Vasco Fernandes (c. 1475-1542) e que decorava inicialmente a Capela Mor da Sé de Lamego, estando atualmente no Museu de Lamego. Tendo de altura 173 cm e de largura 92 cm, a obra representa o episódio bíblico da Anunciação.
A Anunciação era um dos painéis que constituia o Políptico da Capela-mor da Sé de Lamego, criado por Grão Vasco no período de 1506-1511 por encomenda do bispo de Lamego D. João de Madureira (1503-1511). Devido a obras na Sé de Lamego no século XVIII, o Políptico foi desmontado e desmembrado, conhecendo-se actualmente apenas cinco painéis, entre eles a Anunciação, que se encontram no Museu de Lamego.

## Descrição
Em primeiro plano está a Virgem envolta num manto de vermelho vivo que escuta religiosamente o arcanjo Gabriel, que ajoelhado e segurando com a mão esquerda o ceptro de ouro, transmite a mensagem divina num pergaminho triplamente selado pela Santíssima Trindade: a contar da esquerda, estão os selos de Cristo crucificado, o busto de Deus Pai e a pomba do Espírito Santo. O arcanjo vinca a sua missão através do braço direito na vertical que indica a presença divina na forma de pomba. No pergaminho que o anjo Gabriel segura está inscrita a saudação: Ave Gratia Plena Dominus Tecum (Salve, Cheia de Graça, O Senhor é Contigo). E na orla do manto da Virgem: Ecce Ancilla Domini Fiat Michi Secundum Verbum Tuum (Eis a serva do Senhor; faça-se em mim segundo a tua palavra) (Lucas 1:38).
A cena decorre no interior de uma habitação repleta de objectos decorativos ou de uso quotidiano. No medalhão colocado na parede ao fundo, Eva segura a maçã com a mão esquerda, indicando com a mão direita a Virgem. Ainda na parede do fundo, na parte superior, surge a representação miniatural, em grisalho, de três personagens identificadas com temas do Antigo Testamento: o Profeta Ezequiel; Gedeão e o velo Probatório; e, muito provavelmente, Moisés e a Sarça ardente. À direita, junto do armário mural, num pequeno quadro, a figura do Padre Eterno. Aparece ao centro da composição um fogareiro, um elemento tipicamente português. Uma janela aberta, colocada em fundo, do lado esquerdo, faz-nos a ligação com o exterior, onde surgem edificações de caraterísticas flamengas.

## Apreciação
Numa apreciação global, Dalila Rodrigues (1998) refere que na concepção das figuras, envoltas em requintada indumentária, com praguedos angulosos de extraordinária plasticidade, na organização espacial das composições, com magistral utilização da luz para evidenciar planos intermédios, na equilibrada distribuição da cor, Vasco Fernandes revela uma preocupação formal e de verosimilhança representativa. O realismo ao estilo flamengo, facilitado pelas potencialidades da pintura a óleo, identifica-se no modo como representa a textura dos tecidos, a transparência dos vidros ou o reflexo dos metais.
Para Sant´Anna Dionísio, na Anunciação, a mestria de Vasco Fernandes aproxima-se claramente do virtuosismo prodigioso dos retratistas da Flandres. Nesta pintura, a simplicidade e a ingenuidade anímicas integram-se de modo impecável na profusão e placidez das coisas inertes, testemunhas silenciosas do encontro do Arcanjo com Maria. Ambas as figuras vestem riquíssimas roupagens, no caso do Arcanjo um sumptuoso manto de brocado sobre uma túnica de tom de marfim e Maria veste um longo e amplo vestido carmezim (ou grenat) que é uma verdadeira obra prima de modéstia sumptuosa. As mãos do mensageiro são maravilhas de finura, tendo a que se ergue para cima a delicadeza de um príncipe infantil, e a outra, apoiada no pergaminho da mensagem, Ave gracia plena Dominum tecum, é tão estilizada que parece inverosímil. Conclui Dionísio referindo que a finura da figura de Maria, embora muito bela, não atinge a excepcional e tocante simplicidade da figura do Anjo, parecendo de outro artista, o que tem levado alguns apreciadores a supor que na realização destes grandiosos painéis terá havido a participação de outros parceiros além do grande Vasco Fernandes.:665

## Ligação externa
- Página oficial do Museu de Lamego
- Página do Facebook do Museu de Lamego